# Gouvernement Béavogui/Goumou
Ne doit pas être confondu avec Gouvernement Béavogui.
République de Guinée
Kassory II Gouvernement Bah Oury
Le gouvernement Mohamed Béavogui est le gouvernement guinéen sous la transition dirigée par le colonel Mamadi Doumbouya.
Mohamed Béavogui, est le chef de gouvernement en fonction du 6 octobre 2021 au 16 juillet 2022, Bernard Goumou devient chef de gouvernement par intérim jusqu'au 20 août 2022 date à laquelle il sera confirmé.
Le 19 février 2024, le gouvernement est dissout par le Comité national du rassemblement pour le développement.

## Historique du mandat
Dirigé par le Premier ministre Mohamed Béavogui, ce gouvernement succède au gouvernement Kassory II.
La structure du gouvernement a été dévoilée le 8 octobre 2021 avec 25 ministres dont 2 secrétaires généraux,.
Le 21 octobre 2021, le premier ministre a commencé à nommer son gouvernement avec la nomination de quatre ministres, suivis de quatre autres le 25 octobre, suivis de quatre autres le 26 octobre,, suivis de quatre autres le 27 octobre 2021,, deux autres le 2 novembre 2021 et enfin sept autres le 4 novembre 2021,.
Le 25 novembre 2021, Ousmane Gaoual Diallo est choisi en tant que Porte-parole du gouvernement.
Le 16 juillet 2022 Bernard Goumou devient chef de gouvernement par intérim avant d'être confirmé le 20 août 2022.
À la suite du remaniement du 20 août 2022, le gouvernement dirigé désormais par Bernard Goumou sera ajusté avec cinq ministres qui changent de portefeuille, l'entrée en fonction de deux ministres et le limogeage d'un ministre.
Le 9 mai 2023, le général de brigade Ibrahima Sory Bangoura devient chef d'état-major de l'armée guinéenne et cède le poste de Ministre de l'Urbanisme, de l'Habitat et de l'Aménagement du Territoire, Chargé de la Récupération des Domaines Spoliés de l’État au Général Sadiba Koulibaly.
24h après sa nomination, le général Sadiba Koulibaly est remplacé par Ibrahima Kalil Condé à la tête du Ministère de l'Urbanisme, de l'Habitat et de l'Aménagement du Territoire, Chargé de la Récupération des Domaines Spoliés de l’État.

## Composition

### Initiale (octobre-novembre 2021)
| Portrait | Fonction | Portefeuille                              | Portefeuille                                 |
| -------- | --- | ----------------------------------------- | -------------------------------------------- |
|          | Premier ministre |                                           | Mohamed Béavogui (27/10/2021-16/7/2022)      |
|          | Premier ministre | Bernard Goumou (16/07/2022 au 20/08/2022) |                                              |
|          | Ministre délégué à la présidence de la République, chargé de la Défense nationale                                            |                                           | Aboubacar Sidiki Camara                      |
|          | Garde des Sceaux, Ministre de la Justice et des Droits de l'Homme                                                            |                                           | Fatoumata Yarie Soumah (jusqu'au 31/12/2021) |
|          | Garde des Sceaux, Ministre de la Justice et des Droits de l'Homme                                                            | Moriba Alain Koné (jusqu'au 08/07/2022)   |                                              |
|          | Garde des Sceaux, Ministre de la Justice et des Droits de l'Homme                                                            | Alphonse Charles Wright                   |                                              |
|          | Ministre de la Culture, du Tourisme et de l'Artisanat                                                                        |                                           | Alpha Soumah                                 |
|          | Ministre des Infrastructures et des Transports                                                                               |                                           | Yaya Sow                                     |
|          | Ministre de la Santé et de l'Hygiène publique                                                                                |                                           | Mamadou Péthé Diallo (jusqu'au 25/11/2023)   |
|          | Ministre de la Santé et de l'Hygiène publique                                                                                | Oumar Diouhé Bah                          |                                              |
|          | Ministre de l'Environnement et du Développement durable                                                                      |                                           | Louopou Lamah                                |
|          | Ministre de l'Administration du Territoire et de la Décentralisation                                                         |                                           | Mory Condé                                   |
|          | Ministre de l'Enseignement Supérieur, de la Recherche scientifique et de l'Innovation                                        |                                           | Diaka Sidibé                                 |
|          | Ministre des Mines et de la Géologie                                                                                         |                                           | Moussa Magassouba                            |
|          | Porte-parole de gouvernement, Ministre de urbanisme, de l'habitat et de l'Aménagement du territoire                          |                                           | Ousmane Gaoual Diallo                        |
|          | Ministre de la Jeunesse et des Sports                                                                                        |                                           | Lansana Béa Diallo                           |
|          | Ministre des Postes, des Télécoms et de l’Économie numérique                                                                 |                                           | Aminata Kaba                                 |
|          | Ministre de l’Économie, des Finances et du Plan                                                                              |                                           | Lanciné Condé                                |
|          | Ministre du Budget |                                           | Moussa Cissé                                 |
|          | Ministre du Travail et de la Fonction publique                                                                               |                                           | Julien Yombouno                              |
|          | Ministre de la Sécurité et de la Protection civile                                                                           |                                           | Bachir Diallo                                |
|          | Ministre du Commerce, de l'Industrie et des Petites et Moyennes entreprises                                                  |                                           | Bernard Goumou                               |
|          | Ministre de la Promotion féminine, de l'Enfance et des Personnes vulnérables                                                 |                                           | Aicha Nanette Conté                          |
|          | Ministre de l'Enseignement pré-universitaire et de l'Alphabétisation                                                         |                                           | Guillaume Hawing                             |
|          | Ministre de l'Enseignement technique et de la Formation professionnelle                                                      |                                           | Alpha Bacar Barry                            |
|          | Ministre des Affaires Étrangères, de la Coopération Internationale, de l'Intégration Africaine et des Guinéens de l'Étranger |                                           | Mory Sandan Kouyaté                          |
|          | Ministre de l'Agriculture et de l'Élevage                                                                                    |                                           | Mamoudou Nagnalen Barry                      |
|          | Ministre de la Pêche et de l'Économie maritime                                                                               |                                           | Charlotte Daffé                              |
|          | Ministre de l'Information et de la Communication                                                                             |                                           | Rose Pola Pricemou                           |
|          | Ministre de l'Énergie, de l'Hydraulique et des Hydrocarbures                                                                 |                                           | Ibrahima Abé Sylla                           |
|          | Ministre Secrétaire Général du Gouvernement                                                                                  |                                           | Abdourahmane Sikhé Camara                    |
|          | Ministre Secrétaire Général des Affaires Religieuses                                                                         |                                           | Karamoko Diawara                             |

### Remaniement du 20 août 2022
- Gras : Le Premier ministre
- Gras plus italiques : Les nouveaux ministre

- Italique : Les ministres qui ont changé de poste

| Portrait | Fonction | Portefeuille                              | Portefeuille                                 |
| -------- | --- | ----------------------------------------- | -------------------------------------------- |
|          | Premier ministre |                                           | Bernard Goumou                               |
|          | Ministre d'État Ministre de la Défense nationale                                                                                  |                                           | Aboubacar Sidiki Camara                      |
|          | Ministre d'État Ministre de la Sécurité et de la Protection civile                                                                |                                           | Bachir Diallo                                |
|          | Ministre d'État Garde des Sceaux, Ministre de la Justice et des Droits de l'Homme                                                 |                                           | Alphonse Charles Wright                      |
|          | Ministre de la Culture, du Tourisme et de l'Artisanat                                                                             |                                           | Alpha Soumah                                 |
|          | Ministre des Infrastructures et des Travaux publics                                                                               |                                           | Yaya Sow (jusqu'au 17/11/2022)               |
|          | Ministre des Infrastructures et des Travaux publics                                                                               | Elhadj Gando Barry (depuis le 18/11/2022) |                                              |
|          | Ministre des Transports |                                           | Felix Lamah                                  |
|          | Ministre de l'Administration du territoire et de la décentralisation                                                              |                                           | Mory Condé                                   |
|          | Ministre de l'Enseignement supérieur, de la Recherche scientifique et de l'Innovation                                             |                                           | Diaka Sidibé                                 |
|          | Ministre des Mines et de la Géologie                                                                                              |                                           | Moussa Magassouba                            |
|          | Ministre de l'Urbanisme, de l'Habitat et de l'Aménagement du territoire, chargé de la Récupération des domaines spoliés de l’État |                                           | Ibrahima Sory Bangoura (jusqu'au 20/08/2022) |
|          | Ministre de l'Urbanisme, de l'Habitat et de l'Aménagement du territoire, chargé de la Récupération des domaines spoliés de l’État | Sadiba Koulibaly (du 9 au 10/05/2023)     |                                              |
|          | Ministre de l'Urbanisme, de l'Habitat et de l'Aménagement du territoire, chargé de la Récupération des domaines spoliés de l’État | Ibrahima Kalil Condé                      |                                              |
|          | Ministre de la Jeunesse et des Sports                                                                                             |                                           | Lansana Béa Diallo                           |
|          | Ministre des Postes, des Télécoms et de l’Économie numérique                                                                      |                                           | Ousmane Gaoual Diallo                        |
|          | Ministre de l’Économie et des Finances                                                                                            |                                           | Moussa Cissé                                 |
|          | Ministre du Budget |                                           | Lanciné Condé                                |
|          | Ministre du Travail et de la Fonction publique                                                                                    |                                           | Julien Yombouno                              |
|          | Ministre du Commerce, de l'Industrie et des Petites et Moyennes entreprises                                                       |                                           | Rose Pola Pricemou (jusqu'au 18/11/2022)     |
|          | Ministre du Commerce, de l'Industrie et des Petites et Moyennes entreprises                                                       | Louopou Lamah                             |                                              |
|          | Ministre du Plan et de la Coopération internationale                                                                              |                                           | Rose Pola Pricemou                           |
|          | Ministre de la Promotion féminine, de l'Enfance et des Personnes vulnérables                                                      |                                           | Aicha Nanette Conté                          |
|          | Ministre de l'Enseignement pré-universitaire et de l'Alphabétisation                                                              |                                           | Guillaume Hawing                             |
|          | Ministre de l'Enseignement technique, de la Formation professionnelle et de l'Emploi                                              |                                           | Alpha Bacar Barry                            |
|          | Ministre des Affaires étrangères, de l'Intégration africaine et des Guinéens établis à l'étranger                                 |                                           | Mory Sandan Kouyaté                          |
|          | Ministre de l'Agriculture et de l'Élevage                                                                                         |                                           | Mamoudou Nagnalen Barry                      |
|          | Ministre de la Pêche et de l'Économie maritime                                                                                    |                                           | Charlotte Daffé                              |
|          | Ministre de l'Information et de la Communication                                                                                  |                                           | Aminata Kaba                                 |
|          | Ministre de l'Énergie, de l'Hydraulique et des Hydrocarbures                                                                      |                                           | Aly Seydouba Soumah                          |
|          | Ministre de l'Environnement et du Développement durable                                                                           |                                           | Louopou Lamah (jusqu'au 18/11/2022)          |
|          | Ministre de l'Environnement et du Développement durable                                                                           | Safiatou Diallo                           |                                              |
|          | Ministre secrétaire général du Gouvernement                                                                                       |                                           | Abdourahmane Sikhé Camara                    |
|          | Ministre Secrétaire Général des Affaires Religieuses                                                                              |                                           | Karamoko Diawara                             |

## Polémique
Fatoumata Yarie Soumah est limogée le 31 décembre 2021 et remplacée par Me Moriba Alain Koné.
Le 8 juillet 2022, Me Moriba Alain Koné est remplacé par Alphonse Charles Wright.